# NGC 170
NGC 170 (ook wel PGC 2195, MCG 0-2-91 of ZWG 383.42) is een elliptisch sterrenstelsel in het sterrenbeeld Walvis.
NGC 170 werd op 3 november 1863 ontdekt door de Duitse astronoom Albert Marth.